# Anthomyia ottawana
Anthomyia ottawana är en tvåvingeart som beskrevs av Griffiths 2001. Anthomyia ottawana ingår i släktet Anthomyia och familjen blomsterflugor.
Artens utbredningsområde är Maryland. Inga underarter finns listade i Catalogue of Life.